# Android Go
Android Goは、ローエンドデバイスのために仕立てられたAndroidのディストリビューションで、Android 8（Oreo）で最初に投入された。

## 概要
Goは、2GBかそれ以下のRAMを備えたデバイスを意図して設計されている。このモードは、モバイルデータの使用量を減らす（データサーバモードの有効化を含む）最適化プラットフォームを含んでおり、低リソースで帯域幅感応的な状況のためのGoogle Mobile Servicesの特別に設計されたバージョンも含んでいる。Google 開発者サービスはメモリのフットプリントを減らすためにモジュール化されている。また、Playストアは、これらの低リソースなデバイスに合う軽量なアプリを強調する。
OSのインターフェースはメインラインのAndroidと異なっており、クイック設定パネルは、バッテリーとモバイルデータの制限、使用可能なストレージに関するより詳細な情報を提供する。また、最近使ったアプリのメニューは、レイアウトが変更されており、RAMの使用量を減らすためにアプリ数が4つに制限されている。さらに、通信キャリアにデータトラッキングなどを設定メニューに実装することを許可するAPIを持つ。

## バージョン
| コードネーム                             | バージョン | リリース日     | サポート終了         | 脚注   |
| ---------------------------------------- | ---------- | -------------- | -------------------- | ------ |
| Oreo (Go edition)                        | 8.1        | 2017年12月5日  | 2021年10月4日        | [ 5 ]  |
| Pie (Go edition)                         | 9          | 2018年8月15日  | 2022年3月7日         | [ 6 ]  |
| 10 (Go edition)                          | 10         | 2019年9月25日  | 2023年3月6日         | [ 7 ]  |
| 11 (Go edition)                          | 11         | 2020年9月10日  | 2024年3月27日        | [ 8 ]  |
| 12 (Go edition)                          | 12         | 2021年12月14日 | サポートされています | [ 9 ]  |
| 13 (Go edition)                          | 13         | 2022年10月19日 | サポートされています | [ 10 ] |
| 14 (Go edition)                          | 14         | 2023年12月15日 | サポートされています | [ 11 ] |
| 凡例サポート終了サポート中現行バージョン |            |                |                      |        |

## 日本での展開

### 2020年
- Geanee ADP-503G/BK、HW（ジェネシスホールディングス[12]製[13]、2020年7月9日発売）

日本国内で販売されるAndroid Go editionを搭載した端末としては初の端末で、Android 10 Go editionを搭載。SIMフリー（microSIMが2枚挿入可能だが、同時利用は不可）。対応周波数帯バンドは、LTE：B1/B3/B8/B19、W-CDMA：B1/B6/B19となっている。
ジェネシスホールディングスの代理店やその他SIMフリー端末を扱っている店舗（通信販売含む）で購入可能。VoLTEへの対応可否は明言されていない。

### 2024年
- すみっコパッド 8インチ(アガツマ製[14]、2024年6月発売)

日本国内では唯一おもちゃ量販店で販売されるAndroid端末で、Android 12 Go Editionを搭載。モバイル通信は使用不可。対応周波数バンドは公言されていない。
トイザらスの店頭やその他アガツマの玩具を扱っている店舗(通信販売含む)で購入可能。